# Demimondenă

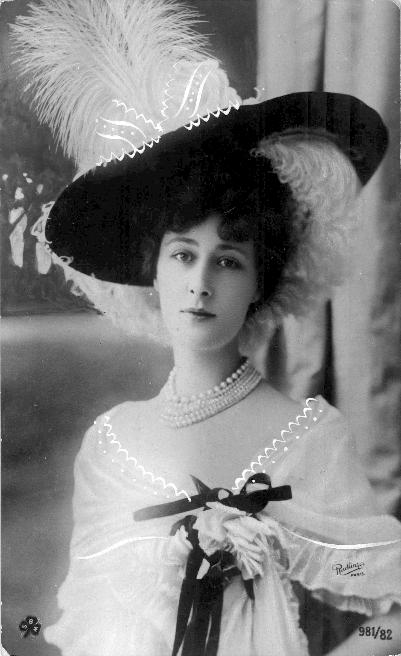
Liane de Pougy, demimondenă celebră, 1891-1892.

O femeie demimondenă (din franceză demi-mondaine) se referă la o femeie cu purtări ușuratice. În Franța secolului al XIX-lea, cuvântul demi-mondaine desemna femeile întreținute de bogații Parisului. Acest grup social, până acum invizibil, s-a manifestat cu mult tumult în presă, teatru, întruniri publice și, în cele din urmă, în întreaga societate pariziană din Al Doilea Imperiu, atingând apogeul în jurul anului 1900 și dispărând în timpul Primului Război Mondial. Aceste cocote de condiție joasă sau de lux sunt, de asemenea, numite "Mari orizontale".

## Istoric
Cuvântul demi-mondaine provine dintr-o comedie scrisă de Alexandre Dumas fiul și publicată în 1855. Demi-monde este o lume obscură care trimite o imagine distorsionată a "grand monde". Este alcătuită din indivizi cu o existență echivocă, jucători, viveurs și mai ales femei fără soț al cărui destin este adesea tulbure,  doamne mari decăzute, petites bourgeoises, foste prostituate. Originile lor se pierd în ceață, cele mai frumoase, cele mai spirituale au călătorit adesea prin lumi întunecate, iar unele au ieșit din ea, acestea sunt demi-mondaines.
Demimondenele sunt femei întreținute de oameni bogați. Cele mai modeste locuiesc în apartamente mobilate iar cele mai influente în hoteluri particulare. Clientela lor este formată din marea burghezie, industriași bogați, bancheri, provinciali bogați și chiar aristocrații. Adesea ele au mai mulți servitori și duc o viață inactivă în mijlocul luxului cel mai ostentativ. Își petrec mult timp îngrijirii corporale și nu ies din casă înainte de ora 4 după-amiaza, pentru a merge la paradă la Bois, sau pentru a asista la curse de cai, sau a merge la teatru, restaurant, sau la prietenii lor. Ele primesc, de asemenea, la domiciliu, și cu această ocazie își seduc viitorii clienți și își etalează bogăția. Demimondenele au un amant oficial și mai mulți amanți secundari, de la care ele pot stoarce până la câteva sute de mii de franci pe lună și risipesc incredibil de mult pe toalete, ornamente, cai, mașini etc.

## Demimondene celebre
- La Païva (1819-1884)
- Cora Pearl (1835-1886)
- La Castiglione (1837-1899)
- Blanche D'Antigny (1840-1874)
- Athalie Manvoy (1842-1887)
- Valtesse de La Bigne (1848-1910)
- Méry Laurent (1849-1900)
- Berthe de Courrière (1852-1916)
- Marthe de Florian (1864-1939)

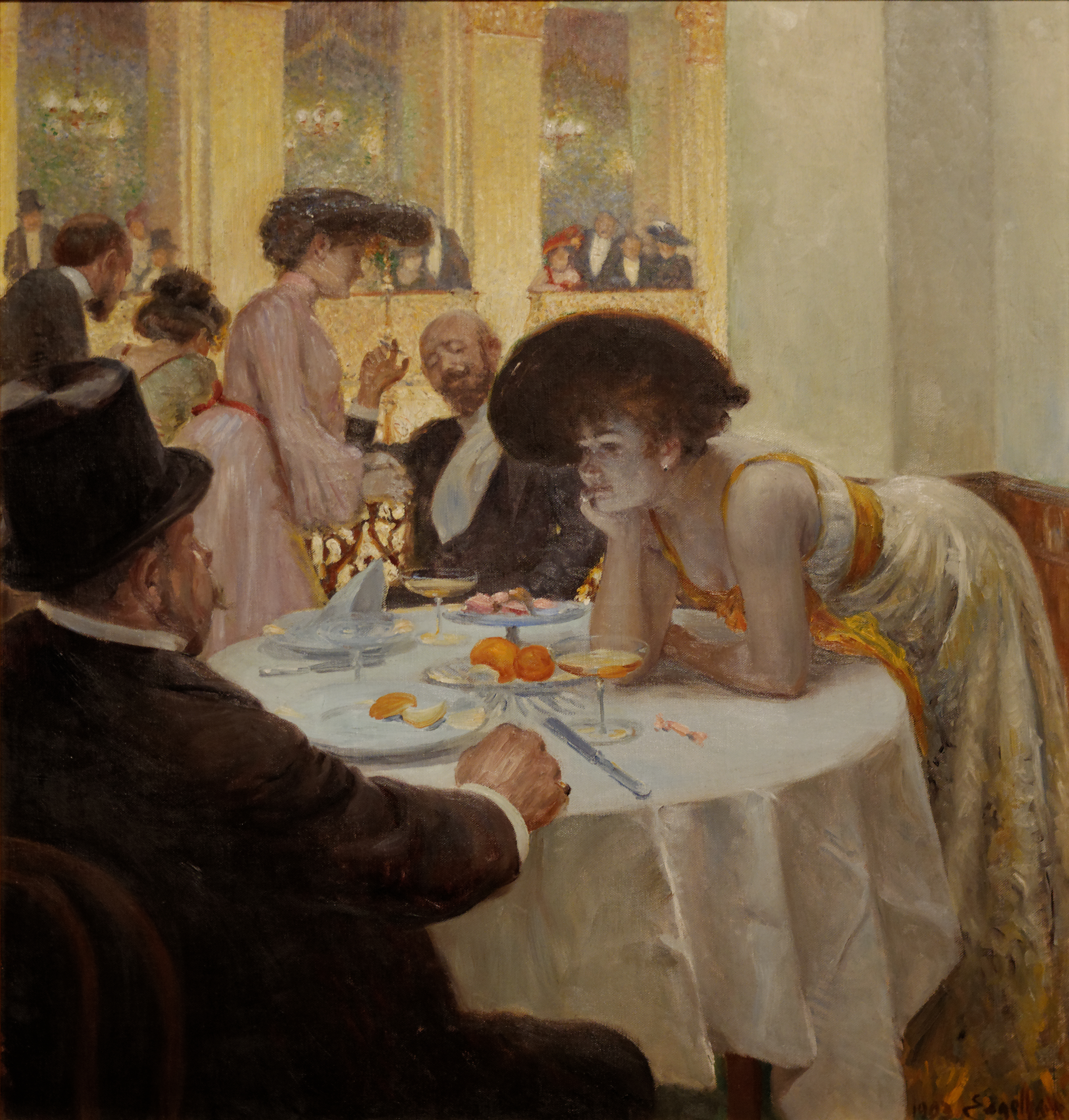
Loge dans la Sofiensaal Josef Engelhart, 1903.

- Caroline Otero numită "La Belle Otero" (1868-1965)
- Liane de Pougy (1869-1950)
- Marguerite Steinheil (1869-1954)
- Émilienne d'Alençon (1870-1945)